# 831년

## 연호
- 당(唐) 대화(大和) 5년
- 일본(日本) 덴초(天長) 8년

## 기년
- 당(唐) 문종(文宗) 5년
- 신라(新羅) 흥덕왕(興德王) 6년
- 발해(渤海) 대이진(大彝震) 2년

## 사건
모라비아 왕국 (현 체코) 이 바이에른의 파사우로부터 그리스도교를 수용하였다.
남원사가 창건되었다.

## 탄생
- 풍양 조씨의 시조 조맹이 탄생함